# Hoje É Dia de Rock
Hoje é Dia de Rock foi o título de uma peça de José Vicente, que esteve em cartaz de 1971 a 1973 no Teatro Ipanema, no Rio de Janeiro, sendo considerado pela crítica da época "o mais importante espetáculo de 1971". Com direção de Rubens Corrêa, que também participou do elenco, a peça ainda contou com nomes como Ivan de Albuquerque, Leyla Ribeiro, Isabel Ribeiro, Nildo Parente e Evandro Mesquita.
A peça conta a história dos 5 filhos de Pedro Fogueteiro, moradores de uma cidade do interior de Minas Gerais, em sua busca de identidade em um momento de transformação vivido pela juventude em todo o mundo, principalmente a partir da influência das músicas de rock.

## Na rádio
Hoje é Dia de Rock foi um programa produzido e exibido pela TV Rio, aos sábados à tarde, de 1961 até 1965, dedicado ao público jovem, onde eram apresentados os maiores sucessos musicais da época. 
O programa, apresentado por Jair de Taumaturgo acabou por ser um marco, até hoje lembrado, inclusive servindo para letras de músicas e títulos de peças de teatro.

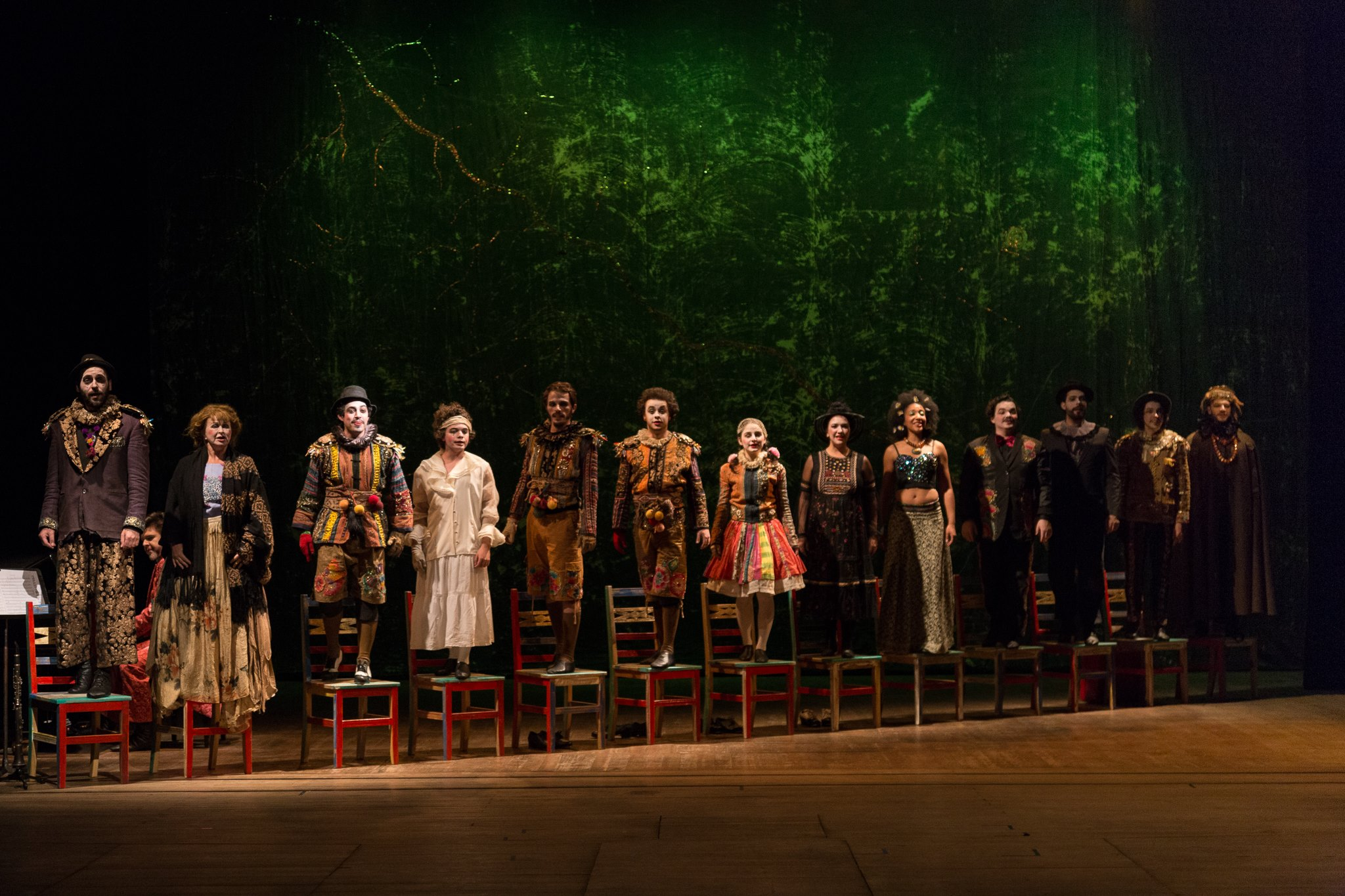
Montagem de Hoje é Dia de Rock dirigida por Gabriel Vilella

## A montagem de Gabriel Vilella
No ano de 2017 o espetáculo ganhou uma montagem feita pelo diretor teatral Gabriel Vilella, produzida pelo Teatro de Comédia do Paraná na cidade de Curitiba.
A estética barroca e o colorido de Gabriel Vilella marcaram a remontagem do espetáculo ao som de Milton Nascimento e musicas do Clube da Esquina
O espetáculo estreou dia 17 de novembro de 2017 no Teatro Guaíra fez parte da programação de festivais como o Festival de Teatro de Curitiba e da comemoração de 50 anos do Teatro Ipanema

##### Ficha Técnica
Texto: José Vicente;
Elenco: Rosana Stavis e Rodrigo Ferrarini, Arthur Faustino, Cesar Matheus, Evandro Santiago, Flávia Imirene, Helena Tezza, Kauê Persona, Luana Godin, Matheus Gonzáles, Nathan Milléo Gualda, Paulo Henrique dos Santos e Pedro Inoue;
Direção, Cenografia e Figurinos: Gabriel Villela;
Diretor Assistente: Ivan Andrade;
Direção Musical, arranjos e preparação vocal: Marco França;
Assistente de figurinos e aderecista: José Rosa;
Iluminação: Wagner Correa.

## Referência
- Museu da TV
- Enciclopédia Itaú Cultural - Teatro
- «Gabriel Villela apresenta sua versão para "Hoje É Dia de Rock" | Na Plateia» | Na Plateia». VEJA SÃO PAULO. Consultado em 17 de janeiro de 2023
- «'Hoje é dia de rock': Musical poetiza vida familiar». Escotilha. 19 de dezembro de 2017. Consultado em 17 de janeiro de 2023
- «Gabriel Villela resgata Zé Vicente e "Hoje é dia de rock"». Estadão. Consultado em 17 de janeiro de 2023
- «"Hoje é dia de Rock" faz curta temporada no Guairinha, neste fim de semana». Toca Cultural. Consultado em 17 de janeiro de 2023

1. ↑  «Gabriel Villela apresenta sua versão para "Hoje É Dia de Rock" | Na Plateia». VEJA SÃO PAULO. Consultado em 17 de janeiro de 2023